# Pseudetroxys
Pseudetroxys is een geslacht van vliesvleugeligen uit de familie Pteromalidae. De wetenschappelijke naam van dit geslacht is voor het eerst geldig gepubliceerd in 1943 door Masi.

## Soorten
Het geslacht Pseudetroxys is monotypisch en omvat slechts de volgende soort:
- Pseudetroxys obscuriventris Masi, 1943